# Rally de Madeira de 2009
El Rally de Madeira de 2009, oficialmente 50. Rali Vinho da Madeira 2009, fue la 50.ª edición, la sexta ronda de la temporada 2009 del Campeonato de Europa de Rally, la séptima ronda de la temporada 2009 del Intercontinental Rally Challenge y la quinta ronda del campeonato portugués. Se celebró entre el 30 de julio y el 1 de agosto y contó con un itinerario de veintiún tramos sobre asfalto que sumaban un total de 302,50 km cronometrados.

## Itinerario y resultados
| Día                 | Tramo | Hora  | Nombre              | Distancia | Ganador            | Tiempo  | Líder rally        |
| ------------------- | ----- | ----- | ------------------- | --------- | ------------------ | ------- | ------------------ |
| Día 1 (30 de julio) | SS1   | 19:30 | Avenida do Mar      | 2.19 km   | Kris Meeke         | 1:32.9  | Kris Meeke         |
| Día 2 (31 de julio) | SS2   | 09:01 | Campo de Golf 1     | 15.99 km  | Giandomenico Basso | 9:57.7  | Giandomenico Basso |
| Día 2 (31 de julio) | SS3   | 09:39 | Terreiros 1         | 21.69km   | Giandomenico Basso | 13:24.9 | Giandomenico Basso |
| Día 2 (31 de julio) | SS4   | 11:24 | Campo de Golf 2     | 15.99km   | Giandomenico Basso | 9:55.2  | Giandomenico Basso |
| Día 2 (31 de julio) | SS5   | 12:02 | Terreiros 1         | 21.69km   | Giandomenico Basso | 13:18.0 | Giandomenico Basso |
| Día 2 (31 de julio) | SS6   | 13:42 | Serra d'Agua 1      | 13.77km   | Giandomenico Basso | 8:31.3  | Giandomenico Basso |
| Día 2 (31 de julio) | SS7   | 14:18 | Boaventura 1        | 10.78km   | Giandomenico Basso | 6:33.8  | Giandomenico Basso |
| Día 2 (31 de julio) | SS8   | 14:44 | Cidade de Santana 1 | 13.85km   | Bruno Magalhães    | 8:52.6  | Giandomenico Basso |
| Día 2 (31 de julio) | SS9   | 15:19 | Referta 1           | 14.33km   | Giandomenico Basso | 9:52.2  | Giandomenico Basso |
| Día 2 (31 de julio) | SS10  | 17:02 | Serra d'Agua 2      | 13.77km   | Giandomenico Basso | 8:24.5  | Giandomenico Basso |
| Día 2 (31 de julio) | SS11  | 17:38 | Boaventura 2        | 10.78km   | Bruno Magalhães    | 6:29.9  | Giandomenico Basso |
| Día 2 (31 de julio) | SS12  | 18:04 | Cidade de Santana 2 | 13.85km   | Kris Meeke         | 8:42.7  | Giandomenico Basso |
| Día 2 (31 de julio) | SS13  | 18:39 | Referta 2           | 14.33km   | Bruno Magalhães    | 9:44.0  | Giandomenico Basso |
| Día 3 (1 de agosto) | SS14  | 09:10 | Paul 1              | 10.92 km  | Luca Rossetti      | 7:11.2  | Giandomenico Basso |
| Día 3 (1 de agosto) | SS15  | 10:00 | Ponta do Pargo 1    | 13.13 km  | Luca Rossetti      | 7:53.6  | Giandomenico Basso |
| Día 3 (1 de agosto) | SS16  | 10:47 | Lameiros 1          | 13.77 km  | Giandomenico Basso | 8:20.6  | Giandomenico Basso |
| Día 3 (1 de agosto) | SS17  | 11:45 | Chao da Lagoa 1     | 21.93km   | Giandomenico Basso | 13:43.2 | Giandomenico Basso |
| Día 3 (1 de agosto) | SS18  | 13:47 | Paul 2              | 10.92km   | Nicolas Vouilloz   | 7:09.5  | Giandomenico Basso |
| Día 3 (1 de agosto) | SS19  | 14:37 | Ponta do Pargo 2    | 13.13 km  | Bruno Magalhães    | 7:53.0  | Giandomenico Basso |
| Día 3 (1 de agosto) | SS20  | 15:24 | Lameiros 2          | 13.77 km  | Bruno Magalhães    | 8:20.3  | Giandomenico Basso |
| Día 3 (1 de agosto) | SS21  | 16:22 | Chao da Lagoa 2     | 21.93 km  | Bruno Magalhães    | 13:38.6 | Giandomenico Basso |

## Clasificación final
| Pos.                   | Piloto             | Copiloto          | Automóvil                      | Tiempo    | Diferencia | Puntos |
| IRC                    | IRC                | IRC               | IRC                            | IRC       | IRC        | IRC    |
| ---------------------- | ------------------ | ----------------- | ------------------------------ | --------- | ---------- | ------ |
| 1.                     | Giandomenico Basso | Mitia Dottia      | Fiat Abarth Grande Punto S2000 | 3:09:55.4 |            | 10     |
| 2.                     | Bruno Magalhães    | Carlos Magalhães  | Peugeot 207 S2000              | 3:09:58.9 | +3.5       | 8      |
| 3.                     | Alexandre Camacho  | Pedro Calado      | Peugeot 207 S2000              | 3:10:37.1 | +41.7      | 6      |
| 4.                     | Nicolas Vouilloz   | Nicolas Klinger   | Peugeot 207 S2000              | 3:10:44.8 | +49.4      | 5      |
| 5.                     | Kris Meeke         | Paul Nagle        | Peugeot 207 S2000              | 3:11:17.3 | +1:21.9    | 4      |
| 6.                     | Freddy Loix        | Frédéric Miclotte | Peugeot 207 S2000              | 3:11:23.8 | +1:28.4    | 3      |
| 7.                     | Miguel Nunes       | Victor Calado     | Peugeot 207 S2000              | 3:14:53.3 | +4:57.9    | 2      |
| 8.                     | Corrado Fontana    | Carlo Cassina     | Peugeot 207 S2000              | 3:15:46.0 | +5:50.6    | 1      |
| Campeonato de Europa   |                    |                   |                                |           |            |        |
| 1.                     | Giandomenico Basso | Mitia Dottia      | Fiat Abarth Grande Punto S2000 | 3:09:55.4 |            | 16     |
| 2. (8.)                | Corrado Fontana    | Carlo Cassina     | Peugeot 207 S2000              | 3:15:46.0 | +5:50.6    | 12     |
| 3. (9.)                | Michał Sołowow     | Maciej Baran      | Peugeot 207 S2000              | 3:17:25.3 | +7:29.9    | 8      |
| Campeonato de Portugal |                    |                   |                                |           |            |        |
| 1. (2.)                | Bruno Magalhães    | Carlos Magalhães  | Peugeot 207 S2000              | 3:09:58.9 |            |        |
| 2. (3.)                | Alexandre Camacho  | Pedro Calado      | Peugeot 207 S2000              | 3:10:37.1 | +38.2      |        |
| 3. (7.)                | Miguel Nunes       | Victor Calado     | Peugeot 207 S2000              | 3:14:53.3 | +4:54.4    |        |

| Predecesor: Bulgaria 2009 | ERC 2009 | Sucesor: Zlín 2009 |
| Predecesor: Rusia 2009    | IRC 2009 | Sucesor: Zlín 2009 |